# Norra Joltjärnen
Norra Joltjärnen är en sjö i Torsby kommun i Värmland och ingår i Göta älvs huvudavrinningsområde. Sjön är 4,6 meter djup, har en yta på 0,0686 kvadratkilometer och befinner sig 290 meter över havet. Sjön avvattnas av vattendraget Västra Jolen.

## Delavrinningsområde
Norra Joltjärnen ingår i det delavrinningsområde (668990-135748) som SMHI kallar för Ovan Torrotsbäcken. Medelhöjden är 350 meter över havet och ytan är 17,98 kvadratkilometer. Det finns inga avrinningsområden uppströms utan avrinningsområdet är högsta punkten. Västra Jolen som avvattnar avrinningsområdet har biflödesordning 4, vilket innebär att vattnet flödar genom totalt 4 vattendrag innan det når havet efter 385 kilometer. Avrinningsområdet består mestadels av skog (63 procent) och sankmarker (32 procent). Avrinningsområdet har 0,07 kvadratkilometer vattenytor vilket ger det en sjöprocent på 0,4 procent.